# Gran Premio de Japón de Motociclismo de 1963
El Gran Premio de Japón de Motociclismo de 1963 fue la duodécima y última prueba de la temporada 1963 del Campeonato Mundial de Motociclismo. El Gran Premio se disputó el 10 de noviembre de 1963 en el Circuito de Suzuka. Esta fue la primera ocasión en que el Mundial celebraba una carrera en el país nipón. En el programa estaban previstas las carreras de 50, 125, 250 y 350, aunquie esta última no fue válida para el Mundial ya que tan solo se presentaron a la salida tres pilotosː Jim Redman, Isao Yamashita y Luigi Taveri.

## Resultados 250cc
La Suzuki presentó en la primera carrera en su país, un nuevo modelo de cuatro cilindros y de dos tiempos pilotado por Ernst Degner, Frank Perris y Hugh Anderson. Su participación fue especialmente desafortunada con la caída de Degner, retirada de Perris y con Anderson acabando en décimo puesto. La victoria fue para el flamante campeón del mundo pero a un sola décima por delante de casa, el japonés Fumio Itō.
| Pos.     | Piloto            | Moto   | Tiempo       | Pts. |
| -------- | ----------------- | ------ | ------------ | ---- |
| 1        | Jim Redman        | Honda  | 1h 01' 34" 3 | 8    |
| 2        | Fumio Itō         | Yamaha | +0" 1        | 6    |
| 3        | Phil Read         | Yamaha | +17" 9       | 4    |
| 4        | Tarquinio Provini | Morini | +1' 05" 5    | 3    |
| 5        | Luigi Taveri      | Honda  | +1' 37" 4    | 2    |
| 6        | Isamu Kasuya      | Honda  |              | 1    |
| 7        | Hiro Hasegawa     | Yamaha |              |      |
| 8        | Tommy Robb        | Yamaha |              |      |
| Ret      | Hugh Anderson     | Suzuki | Ret          |      |
| Ret      | Yoshikazu Sunako  | Yamaha | Ret          |      |
| Ret      | Moto Kitano       | Honda  | Ret          |      |
| Ret      | Frank Perris      | Suzuki | Ret          |      |
| Ret      | Ernst Degner      | Suzuki | Ret          |      |
| Sources: |                   |        |              |      |

## Resultados 125cc
Suzuki se saltó las últimas carreras en la clase de 125cc, permitiendo que Honda ganara puntos. Ahora, con la nueva Honda RC 146, Jim Redman terminó a solo cuatro segundos del ganador Frank Perris. Ernst Degner quedó en tercer lugar y el nuevo campeón mundial Hugh Anderson solo quinto, detrás de Tommy Robb con la segunda Honda.
| Pos. | Piloto           | Moto    | Tiempo     | Pts. |
| ---- | ---------------- | ------- | ---------- | ---- |
| 1    | Frank Perris     | Suzuki  | 53' 11" 9  | 8    |
| 2    | Jim Redman       | Honda   | +4"        | 6    |
| 3    | Ernst Degner     | Suzuki  | +12" 9     | 4    |
| 4    | Tommy Robb       | Honda   | +13" 6     | 3    |
| 5    | Hugh Anderson    | Suzuki  | +55" 5     | 2    |
| 6    | Mitsuo Itoh      | Suzuki  | +1' 32" 8  | 1    |
| 7    | Yoshikasu Sanago | Yamaha  | +1' 54" 42 |      |
| Ret  | Kazuo Honda      | Honda   | Ret        |      |
| Ret  | Isao Morishita   | Suzuki  | Ret        |      |
| Ret  | Teisuke Tanaka   | Honda   | Ret        |      |
| Ret  | Phil Read        | Yamaha  | Ret        |      |
| Ret  | Dave Simmonds    | Tohatsu | Ret        |      |
| Ret  | Luigi Taveri     | Honda   | Ret        |      |

## Resultados 50cc
La lucha por el título mundial terminó virtualmente con la retirada de Hans-Georg Anscheidt en Kreidler que dejó la luz verde a Hugh Anderson para ser campeón. En la general, aunque solo en el décimo lugar, también Tohatsu confió en Dave Simmonds, que anunció su intención de participar continuamente en las carreras en el año siguiente.
| Pos. | Piloto               | Moto     | Tiempo    | Pts. |
| ---- | -------------------- | -------- | --------- | ---- |
| 1    | Luigi Taveri         | Honda    | 41' 34" 7 | 8    |
| 2    | Hugh Anderson        | Suzuki   | +34" 1    | 6    |
| 3    | Shunkishi Masuda     | Suzuki   | +1' 00" 9 | 4    |
| 4    | Michio Ichino        | Suzuki   |           | 3    |
| 5    | Sadao Shimazaki      | Honda    |           | 2    |
| 6    | Mitsuo Itoh          | Suzuki   |           | 1    |
| 7    | Ernst Degner         | Suzuki   |           |      |
| 8    | Tommy Robb           | Honda    |           |      |
| 9    | Naomi Tanagushi      | Honda    |           |      |
| 10   | Mike Simmonds        | Tohatsu  |           |      |
| 11   | Kuninitsu Takahashi  | Honda    |           |      |
| Ret  | Isao Morishita       | Suzuki   | Ret       |      |
| Ret  | Hans-Georg Anscheidt | Kreidler | Ret       |      |
| Ret  | Kazuo Honda          | Tohatsu  | Ret       |      |
| Ret  | Toshio Fujii         | Suzuki   | Ret       |      |

| Prueba previa: Gran Premio de Argentina | Campeonato del Mundo de Motociclismo de 1963 | Siguiente prueba: -                            |
| Prueba previa: -                        | Gran Premio de Japón                         | Siguiente prueba: Gran Premio de Japón de 1964 |